# 羅特科格爾山 (欣德山)
47°36′30″N 11°51′15″E / 47.60827°N 11.85418°E

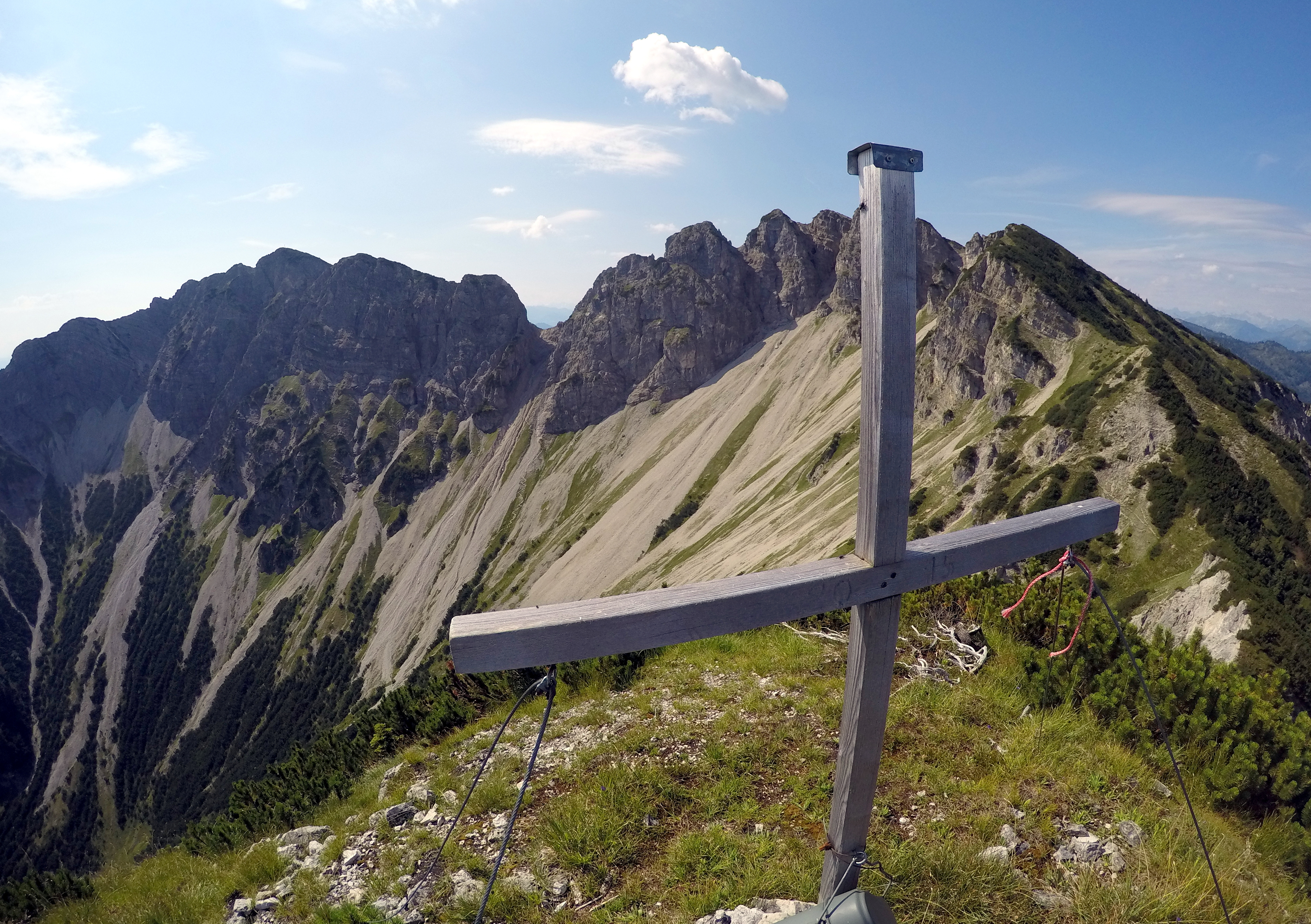

羅特科格爾山（德語：Rotkogel），是德國的山峰，位於該國東南部，由巴伐利亞負責管轄，屬於巴伐利亞前阿爾卑斯山脈的一部分，距離欣德山0.3公里，海拔高度1,687米，每年平均降雨量1,764毫米。